# Suekawa Hiroshi

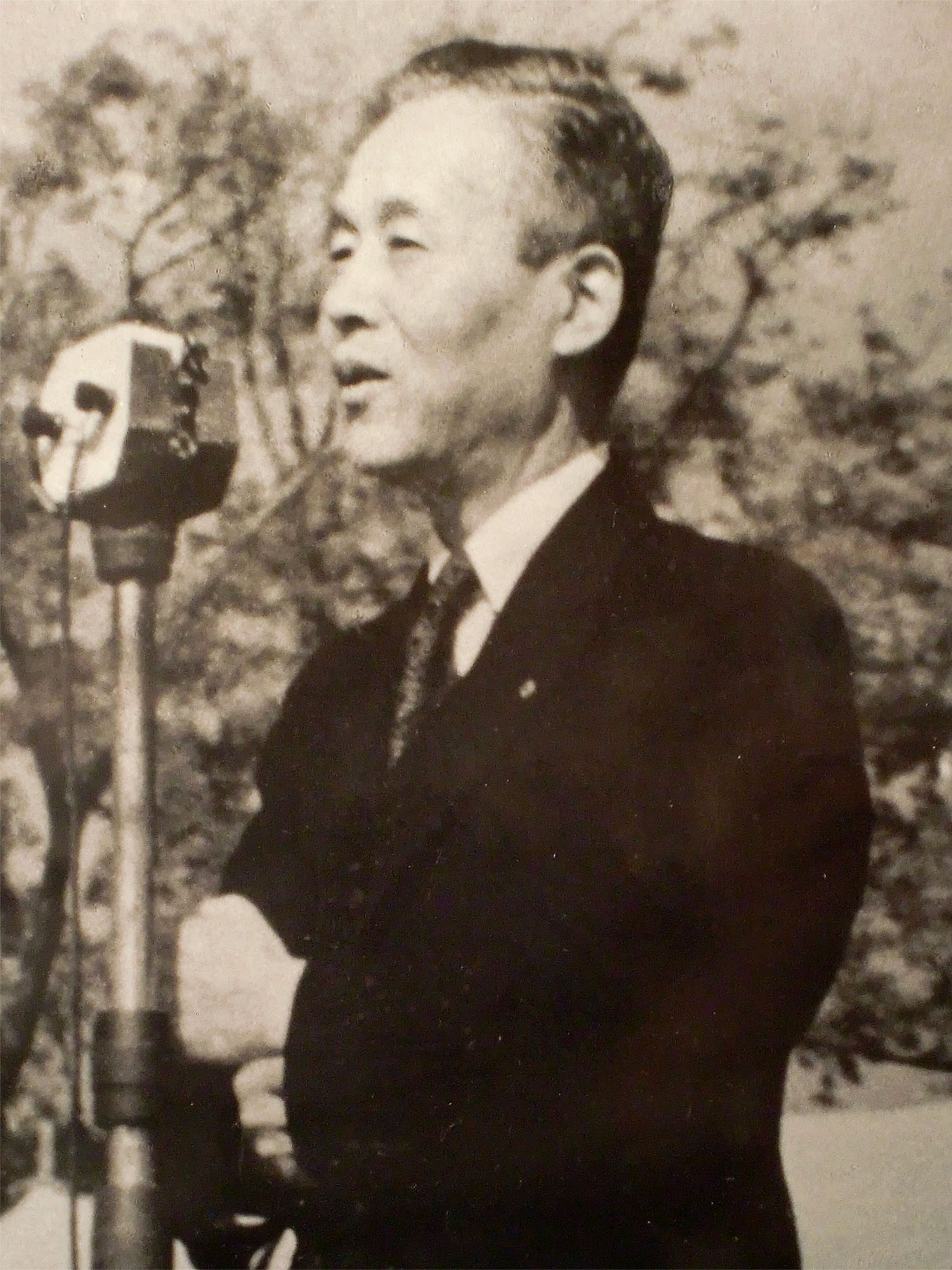
Suekawa Hiroshi

Suekawa Hiroshi (japanisch 末川 博; geboren 20. November 1892 in der Gemeinde Kuga, Präfektur Yamaguchi; gestorben 16. Februar 1977 in Kyōto) war ein japanischer Jurist.

## Leben und Wirken

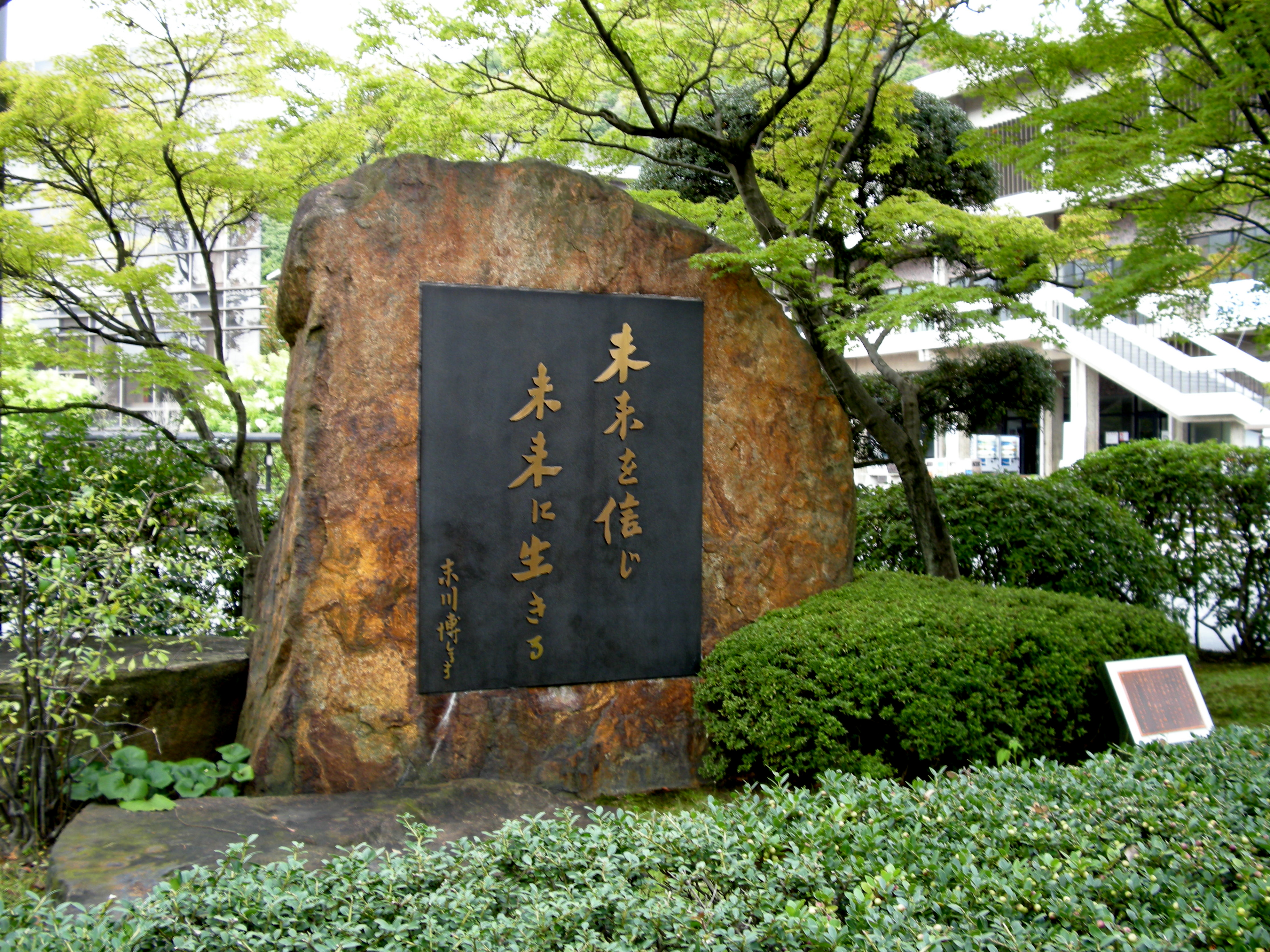
Gedenkstein)

Suekawa Hiroshi machte 1917 seinen Studienschluss in Jura an der Universität Kyōto und beendete 1919 ein Aufbaustudium. Er blieb an seiner Alma Mater und wurde 1920 Assistenzprofessor. Zwischen 1922 und 1924 bildete er sich in den USA und in Europa weiter. 1925 wurde er Professor und unterrichtete bis 1933, als er im Zusammenhang mit dem Takikawa-Zwischenfall zurücktrat. 1940 wurde er Professor an der Städtischen Universität Osaka. Nach Ende des Pazifikkriegs 1945 war Suekawa bis 1969 Präsident der Ritsumeikan-Universität in Kyōto. Suekawa war Mitglied der Akademie der Wissenschaften.
Suekawa verfasste viele Beiträge zum Bürgerlichen Gesetzbuch. Sein Buch „Kenri shingai ron“ (権利侵害論), etwa  „Thesen zur Rechtsverletzung“ aus dem Jahr 1929 führte zu einer grundlegenden Überarbeitung des Gesetzes zur Tortur. Zu den anderen Arbeiten gehören „Mimpō ni okeru tokushu mondai no kenkyū“ (民法における特殊問題の研究), „Studien zu speziellen Problemen des BGB“ 1925, „Kenri ran’yō no kenkyū“ (権利濫用の研究), „Studien zum Rechtsmissbrauch“ 1949, „Bukkenhō“ (物権法) „Sachrecht“ 1956, „Keiyakuhō“ (契約法), „Vertragsrecht“ 1. Teil 1958, 2. Teil 1975, und „Sen’yū to shoyū“ (占有と所有) „Besitz und Eigentum“ 1962.